# Chiesa di Nostra Signora della Pietà
La chiesa di Nostra Signora della Pietà è un edificio religioso ubicato in territorio di Oliena, nella Sardegna centro-orientale. Situata all'interno del parco di Su Gologone, si trova poco distante dalle chiese di San Giovanni e Santa Lucia.
La chiesa è consacrata al culto cattolico e fa parte della parrocchia di Sant'Ignazio, diocesi di Nuoro.

## Galleria d'immagini

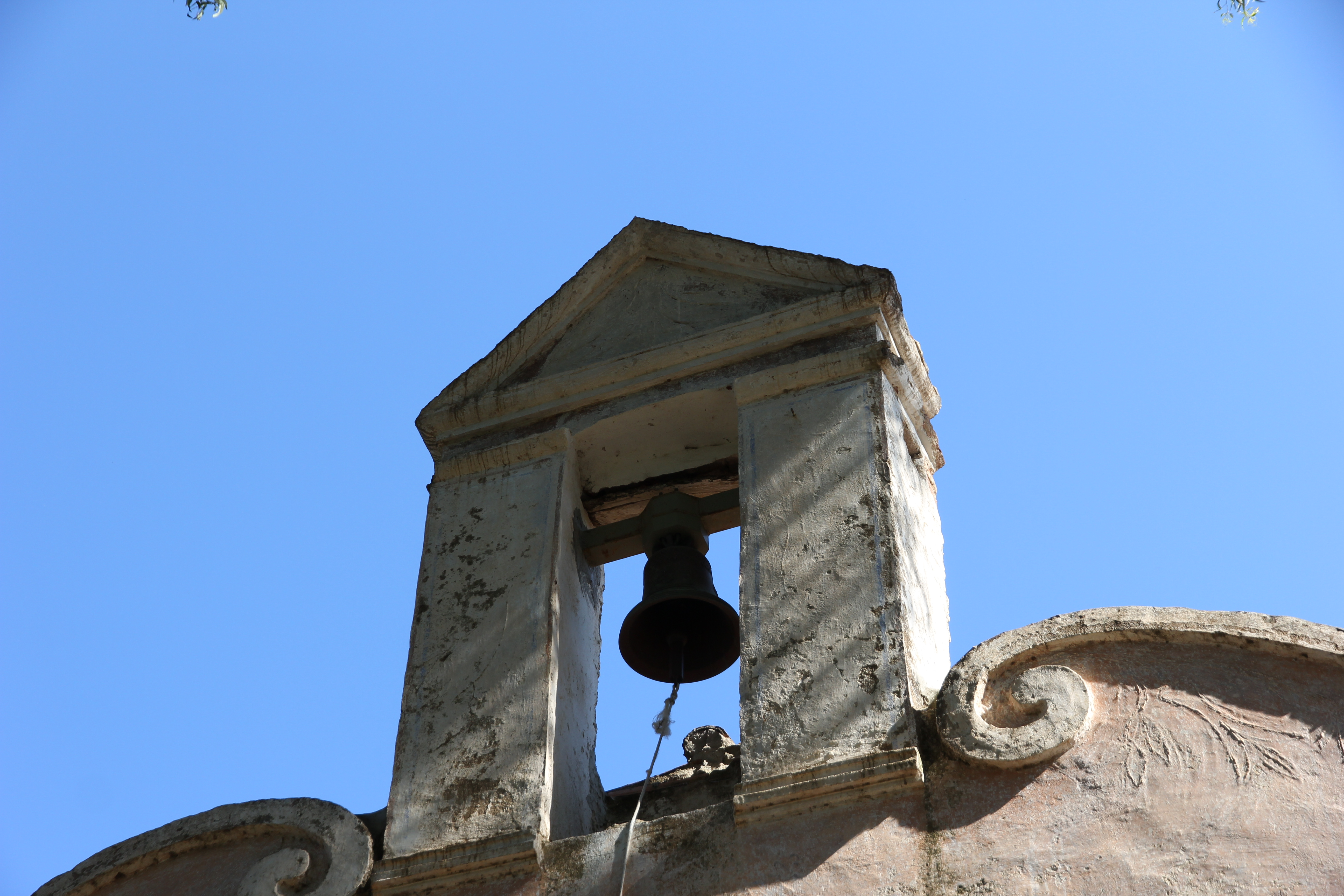
Campanile
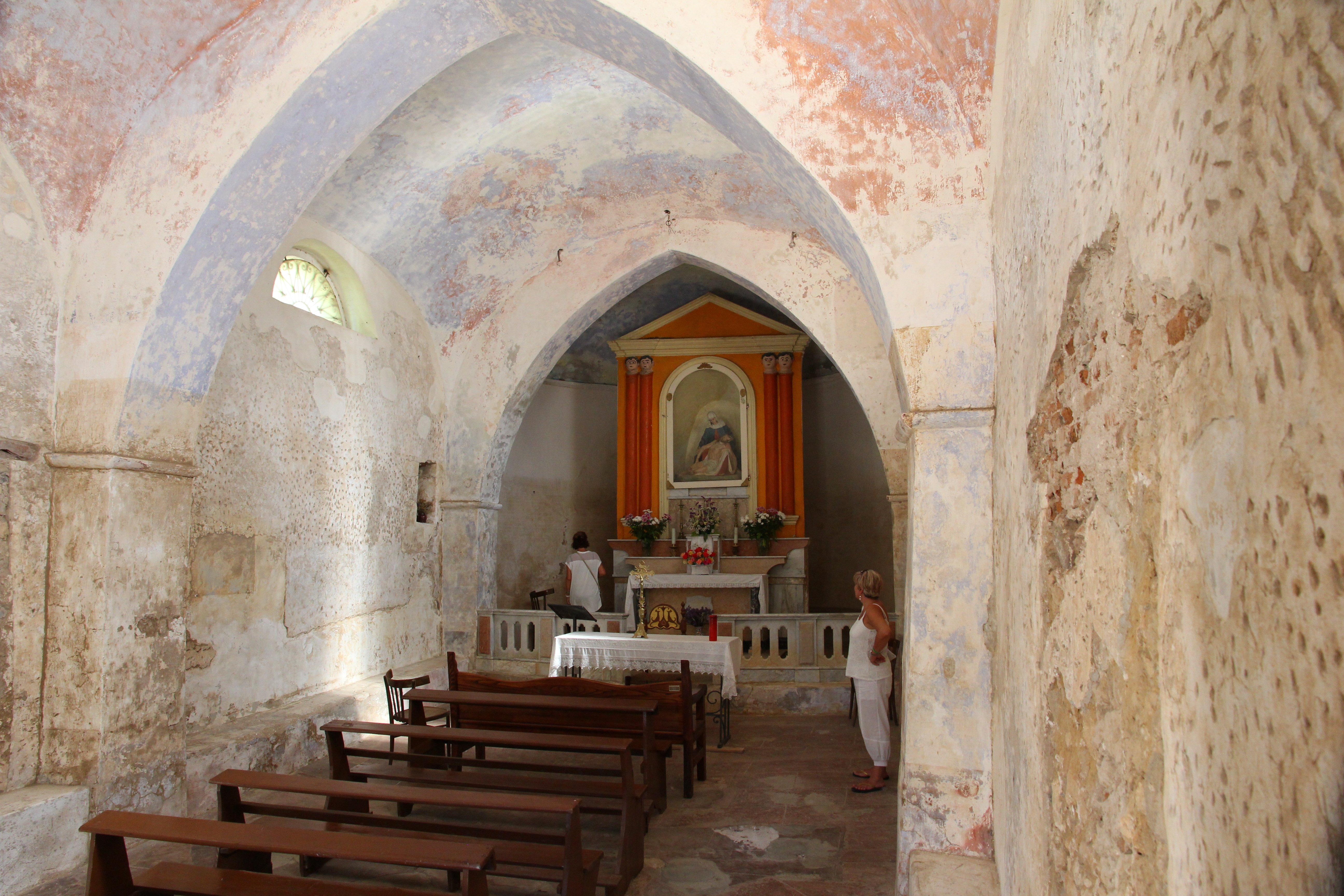
Interno
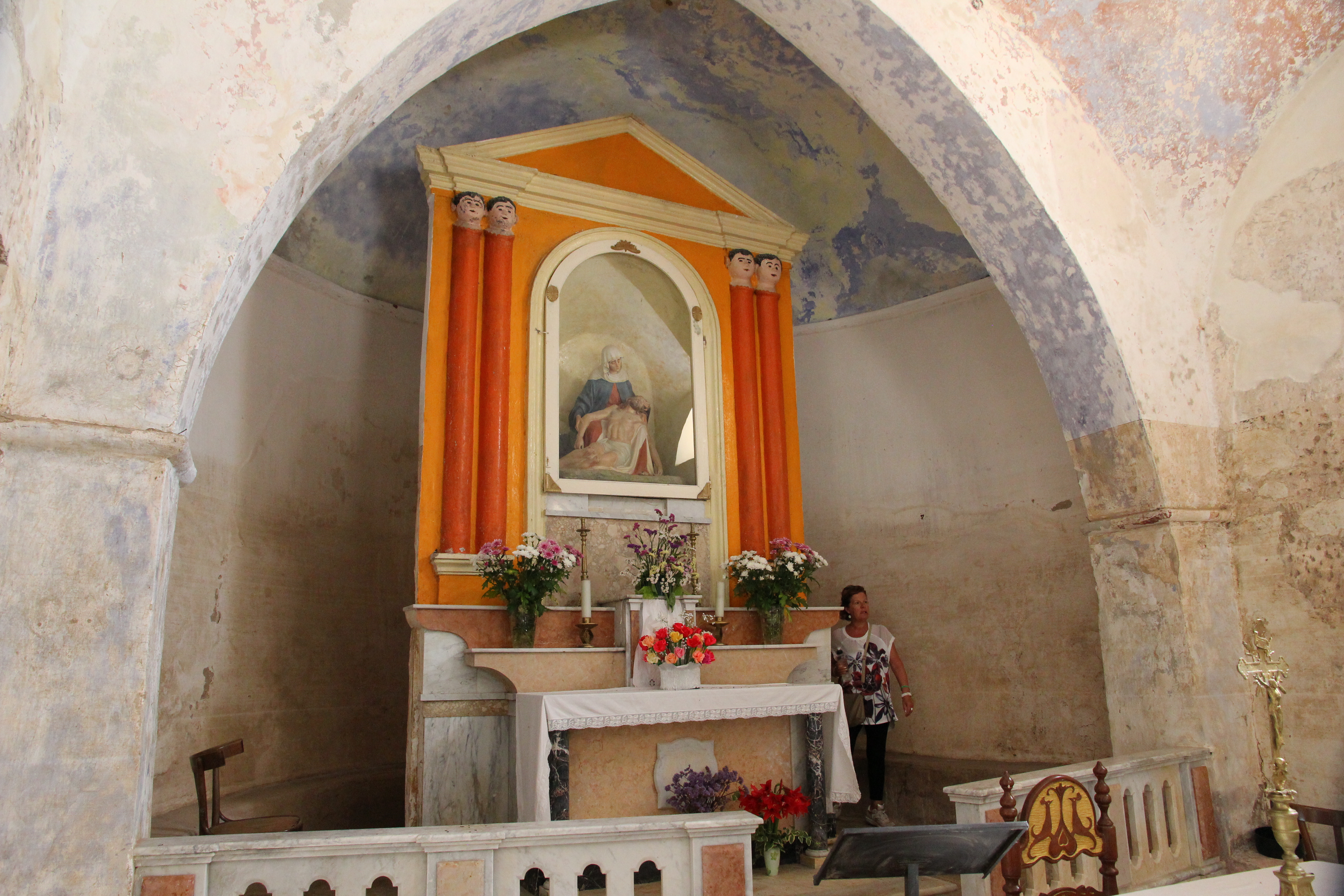
Abside e altare